# Eurytenes stigmatocauda
Eurytenes stigmatocauda är en stekelart som beskrevs av Fischer 2006. Eurytenes stigmatocauda ingår i släktet Eurytenes och familjen bracksteklar. Inga underarter finns listade i Catalogue of Life.